# Ludmila Galli
Ludmila Jazmín Galli (Buenos Aires, Argentina; 20 de abril de 2003) es una futbolista argentina. Juega de mediocampista como enganche en el club River Plate de la Primera División A de Argentina.

## Trayectoria

### Inicios
Inició su carrera en el año 2011 jugando al futsal en "Glorias de Tigre". También tuvo su paso por el club "Kimberley".

### River Plate
Desde la temporada 2018/19 se encuentra en River Plate destacándose en la reserva y siendo parte del primer equipo. Si bien no isputó minutos, fue parte del equipo campeón de la Copa Federal 2022. Se consagró campeona del Torneo de Reserva 2022.

## Selección nacional
Fue parte de la Selección Argentina de Futsal en 2018 y 2019.

## Clubes
| Club        | Liga               | País      | Año             |
| ----------- | ------------------ | --------- | --------------- |
| River Plate | Primera División A | Argentina | 2019 - presente |

## Palmarés
| Título                                    | Club                  | País      | Año  |
| ----------------------------------------- | --------------------- | --------- | ---- |
| Copa Federal de Fútbol Femenino 2022      | River Plate           | Argentina | 2022 |
| Campeonato de Reserva del Fútbol Femenino | River Plate (reserva) | Argentina | 2022 |

## Vida personal
Confesó que sus referentes futbolísticos son Justina Morcillo, Marta y Leo Messi.